# عمار العسكري
عمار العسكري (1942 بعين الباردة - عنابة - 1 مايو 2015 في الجزائر العاصمة) كان مخرجاً جزائرياً. درس المسرح والسينما في بلغراد وحصل على الشهادة العليا في الإخراج عام 1966 ، ثم شهادة في العلوم الاقتصادية والعلوم السياسية من جامعة الجزائر.
نال عمار العسكري عدة جوائز من مهرجانات دولية مثل مهرجان قرطاج في تونس ومهرجان فيسباكو في بوركينا فاسو.

## أهم أعماله
- دورية نحو الشرق سنة 1971.
- المفيد سنة 1978
- أبواب الصمت سنة 1989
- زهرة اللوتس سنة 1998

## روابط خارجية
- عمار العسكري على موقع IMDb (الإنجليزية)
- عمار العسكري على موقع أول موفي (الإنجليزية)
- عمار العسكري على موقع قاعدة بيانات الفيلم (الإنجليزية)